# Antoni Vives Fierro
|  | No s'ha de confondre amb Antoni Vives i Tomàs. |

Antoni Vives Fierro (Barcelona, 1940 - 28 de febrer de 2024) fou un pintor català, especialitzat en paisatges urbans.

## Biografia
Estudià a Llotja i es formà al Cercle Artístic de Sant Lluc, on fou alumne de Josep Maria Garrut i Romà i de l'escultor Tomàs Bel i Sabatés. El 1961 s'establí a París i el 1962 va exposar per primer cop a Cartagena. El 1970 va fixar la residència principal a Londres, que va prendre com a tema de molts dels seus quadres i on exposà el 1971 i el 1973. El 1980 tornà a centrar la seva obra en Barcelona i, des de mitjan 1990, a l'Havana.
Va exposar a Londres, Ginebra, Düsseldorf, París, Montevideo, Atenes, Nova York, l'Havana, Bayreuth, Barcelona, Madrid i en altres indrets de Catalunya. Era un pintor polivalent, que feia servir diferents tècniques en les seves pintures, tot i que els darrers anys s'havia decantat per l'oli amb collage. Tenia un estil figuratiu amb un postimpressionisme de temes urbans o suburbials, que el van donar més a conèixer, tot i que una part de la seva obra és paisaitgística.
Va realitzar també una important obra gràfica, en la qual destaca la producció de cartells de caràcter comercial i commemoratiu.

## Exposicions[calcitació]
1962 S. Salon de la Economia Cartagena Tema "Paris"
1964 S. Rovira
Barcelona
1965 G. Jaimes
Barcelona
1966 G. Jaimes
Barcelona. Mural per les oficinas
1966 P. Montplet
Barcelona
1967 G. Jaimes
Barcelona
1968 G. Macarrón Primera exposició a Madrid 36 obras
Madrid
2008
Galeria Taüll a Barcelona
Col.lectiva sobre apunts i dibuixos
Galeria Mascort a Girona
Individual
Centro Cultural Galileo a Madrid
Col.lectiva
Sala Rusiñol a Sant Cugat del Vallès
Individual monogràfica dedicada a Nova York
Exposició a Andorra la Vella
Sèrie sobre les set parroquies d'Andorra
Es presenta al Restaurant Mamma Mia
2009
Sala exposicions Ajuntament de Calvià
Col.lectiva
Galeria El Cisne a Madrid
Individual "Urbs picturata"
Galeria Berri a Sant Agustí Eivissa
Col.lectiva amb la Clàudia Vives-Fierro
Exposició a Vilafranca del Penedes
Vinyes a l'hivern
Es presenta al Restaurant Cal Ton
2010
Galeria el Quatre de Granollers
Individual monogràfica dedicada a Nova York
Violant Porcel va intervenir en la presentació de l'exposició
Galeria Comas de Barcelona
Individual "Urbs picturata"
Sala Rusiñol a Sant Cugat del Vallès
Individual
Centro Cultural Galileo a Madrid
Col.lectiva
Galeria Aurora de París
Individual
2011
Galeria Anquin's de Reus
Individual "Reus i altres ciutats"
Galeria Murillo a Oviedo
Individual
Galeria El Carme de Vic
Individual sobre "Nines"
Galeria Taüll de Barcelona
Col.lectiva "Les dues mirades"
Amb J Guindo
Galeria Àgora de Sitges
Col.lectiva "Dues generacions, dues propostes plàstiques"
Amb Clàudia Vives-Fierro
2012
Exposició a Calzados Álvarez
Individual "Art i Sabates"
Galeria Berri a Sant Agustí Eivissa
Col.lectiva "Dues generacions, dues propostes plàstiques"
Amb Clàudia Vives-Fierro
2013
Hospital Universitari de Bellvitge
Col.lectiva "Les dues mirades"
Amb J Guindo
Galeria El Quatre a Barcelona
Individual "Ninhos"
2014
Sala Rusiñol a Sant Cugat del Vallès
Individual "Ninhos"
Centro Cultural Galileo a Madrid
Individual "Ninhos"

2015
Exposició a Sant Martí Sarroca
Individual "Ninhos"
Galeria Ágora de Sitges
Individual "Roba estesa"
2016
Reial Cercle Artístic de Barcelona
Col.lectiva "Penya la Punyalada"
Exposició a Molins de Rei
"Tractor de Vanguardia"
Obra al Museu del tractor
Sala Rusiñol a Sant Cugat del Vallès
Individual "Ninhos"
Galerie 89 a Paris
individual
2017
Club Rotary Vilafranca
Reconeixement títol Paul Harris
Lliurament del premi al millor estudiant
Contra de La Vanguardia
Entrevista a A Vives Fierro
Reial Cercel Artístic
Exposició de Cartells 1982-2017
Organitzat per la Confraria del Cava
Galeria Euni Ahn Allard PARIS
Exposició individual
2018
Universitat Pompeu Fabra
Catell de Pompeu Fabra
Acte oficial d'inauguració del curs acadèmic 
2018-2019
Galeria El Carme de Vic
Tancament de la Galeria i exposicions
Carta de la directora de data 1 de Juliol de 
2018
Filmoteca de Catalunya
Presentació del Documental PATER
Documental realitat per Clàudia Vives Fierro sobre la vida i obra del pintor.
Festival de Cine de Begur
Presentació del Documental PATER
2019
Policlinica del Vendrell
Exposició de les diferents façanes de la Clínica

2020
Intagram Vives Fierro
Publicació de la obra feta durant el confinament
2021
Taller de marcs Jaume I a Vilafranca del Penedés
Exposició Col.lectiva
2022
Taller de Marcs Jorge Mira de Barcelona
Exposició individual
Presentat per Jose M Cadena critic d'art
2023
Firart a Vilafranca del Penedés
Elaboració de 100 liltografies
Presentats a la Festa Major de Vilafranca del Penedès
Palau Robert Barcelona
Exposició divulgativa sobre la vida i obra
La exposició va ser visitada de 17.000 persones
Tallers de Marcs Jorge Mira de Barcelona
Exposició individual titulada "Al pot petit bona confitura"
Presentat per JM Cadena critic d'Art

## Premis i reconeixements
- 1979 - Medalla d'or i premi Girona de pintura
- 1980 - Premis Ricard Canals de pintura
- 1998 - Clau de Barcelona
- 1997 - Premi de la Generalitat de Catalunya pel disseny de la Joia de la Sardana
- 2002 - Creu de Sant Jordi
- 2003 - Premi Joan Fuster d'assaig per El nacionalisme que ve[4]